# Hypochrysops thesaurus
Hypochrysops thesaurus är en fjärilsart som beskrevs av Smith 1894. Hypochrysops thesaurus ingår i släktet Hypochrysops och familjen juvelvingar. Inga underarter finns listade i Catalogue of Life.